# 野呂陽菜
野呂 陽菜（のろ はるな、1989年10月23日 - ）は、日本の女性モデルタレント。オタク川柳・四代目にゃこ式部。
愛知県名古屋市出身。好きな言葉は「なんとかなる」。にぎわいファクトリー名古屋所属から、2017年4月11日付で、セントラルジャパン所属。

## 来歴
- 中学時代、声優のラジオ番組を夜通し聴くことが趣味だった。その頃から、自身もラジオ番組のパーソナリティになりたいと思いはじめ、ラジオパーソナリティになるには声優にならないといけないと勘違いしていた。小学生時代に通っていたヤマハ音楽教室の店長より当時シャナナFM（現：MID-FM）で放送していた高校生ラジオ番組の出演を進められる。その番組収録中に当時の現事務所の社長にスカウトされ現在に至る。
- 2012年に行われた「第7回 あなたが選ぶオタク川柳」で同時開催された猫耳キャラオーディションでは三次元グランプリを獲得[4]。四代目にゃこ式部としてフランス・パリで開催されたJAPAN EXPOにも参加した。
- 第4回知多娘。ご当地アイドル声優オーディションにて、大田メディ役に選ばれる[5]。
- 2016年6月、けーぶるGiRLS2016に就任。(2017年も継続)
- 2017年3月31日をもって、にぎわいファクトリー名古屋から退所することが本人のブログで報告された。撮影会、ラジオの仕事は継続予定[6]。
- 2017年4月11日付で、セントラルジャパン所属となった。
- 2017年6月3日付のブログで、結婚したことが報告された[7]。
- 2017年中に知多娘。の活動や撮影会モデルからも卒業し、現在はタレント・ラジオパーソナリティに専念している。
- 2019年より、活動拠点を東京に移している。
- 2023年3月21日、自身のインスタグラムで妊娠していることを報告。その後、男児を出産。

## 人物

### 人柄
小中学校では室長や学級委員、入部したすべての部活動では部長として活動するなど小さい頃から活発的である。
掃除が大好きで、部屋を綺麗にすることでストレスを発散している。楽観的で好きな言葉は「なんとかなる」。

### 特技
- タイピング早打ち[1]。ただしこの特技は、まったくオーディションに役に立たない。（本人のエピソードトークより）小学校からパソコンで日記を書くのが趣味であり、中学には独学でHTMLを理解しホームページ作成をしていた。パソコン入力スピード検定1級所持者。[8]
- 小学校はパソコン倶楽部・中学校ではパソコン部・高校ではインターネット部。[9]自身のブログは本人がHTMLで編集している。
- ウインクが両目とも長時間維持してポーズすることができる[1]。
- ホットヨガ

### 趣味
- サブカルチャー方面に関することを好む、漫画は少女漫画を中心にシュールなギャグ漫画まで集めている。また中学生の頃から声優ファンである。主に本人が憧れている声優は林原めぐみ・山寺宏一。また最近では宮野真守・水樹奈々・田村ゆかりなどのCDを集めたりプライベートでライブを観に行ったりしている。
- 声優好きになった頃から声優ラジオ番組も聴くようになり、声優パーソナリティでは小野坂昌也の大ファンである。またラジオ関西の番組『集まれ昌鹿野編集部』がコミックマーケットで出店する際、リスナー販売員の募集があり野呂本人がリスナーとしてプライベートで応募し見事リスナー販売員として選ばれた。
- また特撮好きでもある。特に平成ライダー好きで、好きな俳優は永徳・高岩成二。
- いわゆる腐女子である。基本的に二次元のボーイズラブを好む。
- ゲームは苦手でポケモンも最後までクリアしたことがない。ただし、どうぶつの森だけはNINTENDO 64シリーズから続けてプレイしている。
- ディズニーが大好きで1年間に何度も東京ディズニーリゾートへ行く。ディズニーランドもディズニーシーも大好きで、基本的にはパレードやショーを楽しみに訪れている。好きなディズニー映画は、『シンデレラ』『塔の上のラプンツェル』『白雪姫』。また高校生時代はキャストになりたくてキャスティングセンターに登録したが、交通費の面で断念した。

### その他
- 独自のあいさつがある。「にゃろーん」が代表的であり、その他に「おはにゃろーん」がある。この言葉が誕生したのは、自身のラジオ番組を持った際に番組冒頭でリスナーへ向けて言う挨拶として誕生した言葉である。それ以来、本人のブログやツイッターなどの挨拶として定着している。
- おやじギャグや語呂がいい言葉を好む。ツイッターなどで本人が気に入ったギャグを唐突に、つぶやくことがある。
- 弟が1人いる[10]。

## 出演

### テレビ

#### ドラマ
- おかげ様で!（CBC、2010年9月18日）

#### バラエティ他
- プリモ!!（CBC、2008年12月5日 - ）
- アクセる★ビリー!（メ〜テレ、2009年5月26日 - ）

### 映画
- スーパーヒーロー大戦GP 仮面ライダー3号（2015年3月21日、東映） - ショッカーレースクイーン 役[11]

### インターネット放送
- Evangelion 3.0 × NTT DOCOMO「ヱヴァスマホ予約祭り」実況生放送（ニコニコ生放送、2012年6月15日‐）
- パチスロEVAガチバトル!! （ニコニコ生放送、2013年1月6日‐）
- 攻殻機動隊S.A.C. ONLINEオープンβテスト記念放送 ゲームプレイ特番 ＭＣ[12](ニコニコ生放送、2016年11月5日)

### ラジオ
- サタデーハイスクールマガジン（シャナナFM、2006年7月 - 2008年3月）
- 野呂陽菜のストロベリィーステーション（MID‐FM、2008年‐2010年）
- ANIMAN（メディアスFM、2012年9月 -　）

### CM
- 全建愛知－萌えver－（2007年9月- ）[13]
- けーぶるGiRLS 2016 知多メディアスネットワーク (2016年6月 - )

### イベントMC
- 大須夏まつり2012（特設ステージ）
- 万松寺スジャータまつり2012
- 宮村優子の煩悩108叩き斬り除夜のあんたバカァ?2012（原宿EVAストア）
- エヴァコン・スペシャル in 東京 渋谷(2013年5月)
- エヴァ女子会 in 東京 表参道(2014年1月)[14]
- メディアスまちフェス(2014年3月)[15]
- エヴァコン 名古屋(2015年4月)[16]
- 太田川駅前オープニングフェスティバル 駅西広場ステージ[17](2016年3月26日)
- エヴァンゲリオンレーシング2017 ステージMC（2017年5月3日 - 4日、SUPER GT、富士スピードウェイ）[18] - 葛城ミサト 役
- エヴァンゲリオンレーシング2018 ステージMC - 葛城ミサト 役

### レースクイーン
- LMPイメージガール（2008年3月 - 8月）
- RMT21レーシングレースクイーン（2008年7月）
- チームkokuboレーシング （2009年6月）
- トリックスター☆ギャルズ（2009年7月）
- エヴァンゲリオンレーシング2010（全日本ロードレース選手権・アスカ役）（2010年8月 - ）
- エヴァンゲリオンレーシング2011（全日本ロードレース選手権・アスカ役）
- エヴァンゲリオンレーシング2012（SUPER GT・シンジ役）[19]
- エヴァンゲリオンレーシング2012（全日本ロードレース選手権・アスカ役）[19]
- エヴァンゲリオンレーシング2012（コアラドライブ（安城自動車学校[20]）交通遺児支援チャリティーイベント 第8回三河モーターサイクルショーにて　『エヴァンゲリオンRT初号機Ninja250R』『エヴァンゲリオンRT弐号機Ninja250R』[21]展示、写真撮影・アスカ役） [22]
- エヴァンゲリオンレーシングRQ2014（アスカ役）
  - エヴァンゲリオンレーシング2014（2014年6月 原宿エヴァストアお引越しセレモニー・アスカ役）
  - エヴァンゲリオンレーシング2014（鈴鹿8時間耐久ロードレース・アスカ役）[23]
  - エヴァンゲリオンレーシング2014（きたまえ↑ 札幌☆マンガ・アニメフェスティバルにて『エヴァンゲリオン RT 初号機アップル紫電』展示。写真撮影、サイン会、ステージイベント・アスカ役）[24]
  - エヴァンゲリオンレーシング2014（東京ゲームショウ2014 ブシロードブースにて　バトルRPG『ヱヴァンゲリヲン バトルミッション』[25]展示、『エヴァRT初号機シナジーフォースTRICKSTAR』展示、写真撮影・アスカ役） [26]
  - エヴァンゲリオンレーシング2014（コアラドライブ（安城自動車学校[20]）交通遺児支援チャリティーイベント 第10回三河モーターサイクルショーにて　『エヴァンゲリオンRT初号機Ninja250R』[21]展示、写真撮影・アスカ役） [22]
  - 池袋ハロウィンコスプレフェス2014[27](アスカ役)
  - ニコぶくろ祭[28](ニコニコ生放送・アスカ役)
  - エヴァストア3周年記念・池袋8時間耐久ニコニコ生放送！！[29][30](ニコニコ生放送・アスカ役)
  - エヴァンゲリオンレーシング2014（2015年3月14日-15日、熊本県立美術館、「エヴァンゲリオン展　【熊本会場】」で撮影会を実施。[31]アスカ役）
- エヴァンゲリオンレーシング2015（鈴鹿8時間耐久ロードレース・アスカ役）[32]
  - 6月6日：RQ撮影会
  - 7月18日 - 19日：東名高速道路の足柄サービスエリアにある「EXPASA足柄（下り）」で、「新世紀エヴァンゲリオン」とコラボイベント。RQ撮影会。[33][34]
  - 7月25日 - 26日：鈴鹿8時間耐久ロードレース[35]
  - 9月19日：「自遊空間アーバン札幌店 feat. EVANGELION」オープンイベント、RQ撮影会[36]
  - 9月20日 - 21日：東名高速道路の足柄サービスエリアにある「EXPASA足柄（下り）」で、「新世紀エヴァンゲリオン」とコラボイベント。RQ撮影会。[37]
  - 10月3日：RQ撮影会
  - 11月7日：エヴァ新幹線、博多駅・新大阪駅で出発式[38]
  - 2016年1月31日：RQ撮影会
- トリックスターレーシング（2015年）
  - 2015年7月4日〜5日：鈴鹿サーキットでのアジアロードレース選手権に出場する「TRICKSTAR RACING」のレースクイーンとして、水谷望愛とともに参加した。[39]
- エヴァンゲリオンレーシングRQ2016（アスカ役）[40]
  - 3月27日：東名高速道路の足柄サービスエリアにある「EXPASA足柄（下り）」で、「新世紀エヴァンゲリオン」とコラボイベント。「エヴァレーシング2016決起集会」、RQ撮影会。[41]
  - 4月9日 - 10日：SUPER GT、FIA-F4選手権 岡山国際サーキット
  - 4月24日：2016 NGKスパークプラグ 鈴鹿2&4レース 鈴鹿200Km耐久[42] 鈴鹿サーキット
  - 5月3日 - 4日：SUPER GT、FIA-F4選手権 富士スピードウェイ
  - 7月3日：「バイクde夏祭り2016」[43]、場所：ポートメッセなごや（第3展示館）[44]
  - 7月30日 - 31日：鈴鹿8時間耐久ロードレース[45]、鈴鹿サーキット
  - 8月27日 - 28日：SUPER GT、FIA-F4選手権 鈴鹿サーキット
  - 10月29日：RQ撮影会
  - 11月6日：全日本ロードレース選手権最終戦[46]、鈴鹿サーキット
  - 11月12日 - 13日：SUPER GT、FIA-F4選手権 ツインリンクもてぎ
  - 2017年1月21日：東京都品川区武蔵小山駅前にて、ニッカンスポーツ号外配布[47]。「COSMO武蔵小山店」にてエヴァレーシングRQによるトークショー[48]。
  - 1月22日：札幌駅前にて、ニッカンスポーツ号外配布[49]。
  - 2月5日：RQ撮影会(ラスト)
- トリックスターレーシング（2016年）
  - 2016年10月16日：第12回三河モーターサイクルショー「秋だ！バイクだ！お祭りだ！」[50]

### その他
- 美人時計
- パッソプチトヨタ プチファッションショー
- トップカメラ秋のモデル大撮影会2010[51]
- トップカメラ秋のモデル大撮影会2013
- ヱヴァ×美少女展
- 知多娘。（ちたむすめ）大田メディ役 (2013年7月 - )
- けーぶるGiRLS2016[52] 知多メディアスネットワーク (2016年6月 - )
- 東京ゲームショウ2016　『攻殻機動隊S.A.C. ONLINE』タッチ&トライブース (2016年9月17日 - 18日)
- 東京ゲームショウ2017「Samsung SSD×NEXON」ブース（2017年9月、幕張メッセ）[注 1]
- エヴァインフォ公式イベントレポート「ワンダーフェスティバル2019冬」[53]

## 著書・CDなど

### 雑誌
- ちたまるスタイル（知多メディアスネットワーク） - 2012年2月号表紙モデル
- ちたまるスタイル（知多メディアスネットワーク） - 2013年1月号表紙モデル
- ちたまるスタイル（知多メディアスネットワーク） - 2013年9月号表紙モデル
- frame（創寫舘） - 2013年10月号表紙モデル

### 写真集
- エヴァンゲリオンレーシングレースクイーン2012「戦闘と日常」（2013年3月、ラナエンタテイメント、撮影：田口まき）[54]